# Господарят на желанията 2: Злото никога не умира
„Господарят на желанията 2: Злото никога не умира“ (на английски: Wishmaster 2: Evil Never Dies) е американски филм на ужасите от 1999 г. Продължение е на Господарят на желанията

## Сюжет
Внимание:  Текстът по-долу разкрива сюжета на произведението (или части от него)!
Момче и момиче обират музей. Стига се до стрелба, при която момчето умира, а древна статуя е улучена и от нея пада червен камък. Осбоводеният джин приема човешки образ и трябва да намери момичето.

## Актьорски състав
- Андрю Дивоф – джин Натаниъл Демерест
- Пол Йохансон – Грегъри
- Холи Филдс – Моргана
- Букийм Уудбайн – Фаралон
- Карлос Леон – Уебър
- Робърт ЛаСардо – Грайс
- Олег Видов – Осип